# Klaus-Dieter Trapp
Klaus-Dieter Trapp (* 25. April 1935) ist ein ehemaliger deutscher Fußballtorwart. 1957 bestritt er sieben Spiele für den SC Chemie Halle-Leuna in der DDR-Oberliga, der höchsten Spielklasse im DDR-Fußball.

## Sportliche Laufbahn
1954 startete der DDR-Fußball den Versuch, mittels einer Sektion Fußball bei der Leipziger Deutschen Hochschule für Körperkultur (DHfK) eine Kaderschmiede für die Fußballnationalmannschaft zu installieren. Mit talentierten Fußballspielern aus der gesamten DDR wurden zwei Mannschaften (SC DHfK I und II) gebildet und zur Saison 1954/55 ohne sportliche Qualifikation in zwei Staffeln der zweitklassigen DDR-Liga eingereiht. Unter den ausgewählten Spielern befand sich auch der 19-jährige Torwart Klaus-Dieter Trapp. Schon nach dem Ende der Saison-Hinrunde wurde das Projekt wegen Erfolglosigkeit wieder eingestellt und die Spieler auf andere Mannschaften verteilt. Trapp wechselte zum DDR-Ligisten SC Wissenschaft Halle. In den 13 Punktspielen der Rückrunde wurde er elfmal eingesetzt. Im Herbst 1955 wurde im DDR-Fußball eine Übergangsrunde ausgetragen, um ab 1956 den Spielbetrieb auf das Kalenderjahr umstellen zu können. In der DDR-Liga waren 13 Spiele zu absolvieren, in denen Trapp achtmal im Tor des SC Wissenschaft stand. Während der Spielzeit 1956 kam Trapp nicht an Wolfgang Meinel vorbei und wurde in den 26 Liga-Spielen nur sechsmal eingesetzt. 1957 ging er nach Rostock und gehörte dort zum Aufgebot der Reservemannschaft des SC  Empor Rostock.
Nach einem Jahr kehrte Trapp zum SC Wissenschaft zurück, wo er 1958 vier DDR-Liga-Spiele bestritt. Als der SC Wissenschaft im Juli 1958 mit dem Oberligisten SC Chemie Halle fusionierte, holte dieser Trapp in sein Oberligateam und setzte in nach dem Ausfall des Stammtorhüters Günter Melchior in den letzten sieben Oberliga-Punktspielen ein. Am Ende der Saison musste der SC Chemie in die DDR-Liga absteigen. Dort ließ Trainer Otto Werkmeister in der Hinrunde 1959 seine Torhüter rotieren, sodass Trapp sich von Spieltag zu Spieltag mit seinem Konkurrenten Heinz Weise abwechseln musste. Nach zehn Spieltagen beendete Werkmeister die Rotation, und bis zum Saisonende stand nur noch Weise im Tor der Hallenser. Mit einer Einwechslung und einem Einsatz am letzten Spieltag kam Trapp damit nur auf sechs Liga-Einsätze.
1960 kehrte Trapp zu Wissenschaft Halle zurück. Inzwischen zur Hochschulsportgemeinschaft (HSG) degradiert, spielte die Fußballmannschaft inzwischen in der drittklassigen II. DDR-Liga. Weder die HSG noch Trapp kehrten wieder in den höherklassigen Fußball zurück. Trapp promovierte später bei der DHfK und wurde in den 1970er Jahren Leiter des Wissenschaftszentrums des DDR-Fußballverbandes.